# Длиннорылая рыба-игла
Длиннорылая рыба-игла, или длиннорылая морская игла, или морская игла-трубкорот (лат. Syngnathus typhle) — морская рыба семейства игловых (Syngnathidae).

## Ареал
Чёрное море, Каспийское море, Азовское море, Аральское море (пущена случайно в 1950-х годах и прижилась), Балтийское море (заходит вплоть до Финского залива). Держится в основном в прибрежных водах, но встречается и на отмелях в нескольких километрах от берега.